# Collegio elettorale di Caserta (Camera dei deputati)
Il collegio di Caserta fu un collegio elettorale uninominale della Repubblica Italiana per l'elezione della Camera dei deputati. Apparteneva alla circoscrizione Campania 2 e fu utilizzato per eleggere un deputato nella XII, XIII e XIV legislatura.
Venne istituito nel 1993 con la cosiddetta Legge Mattarella (Legge n. 277, Nuove norme per l'elezione della Camera dei deputati), attuata in seguito al referendum abrogativo del 1993. La legge istituì per la Camera dei deputati e per il Senato della Repubblica un sistema di elezione misto, in parte maggioritario e in parte proporzionale. Il 75% dei parlamentari dell'assemblea veniva eletto in collegi uninominali tramite sistema maggioritario a turno unico; il restante 25% alla Camera veniva eletto tramite sistema proporzionale con liste bloccate.
Il collegio venne abolito insieme a tutti gli altri che costituivano la Camera con la promulgazione della legge elettorale successiva, la cosiddetta Legge Calderoli. Questa prevedeva un sistema proporzionale con premio di maggioranza, che alla Camera veniva attribuito a livello nazionale.

## Territorio
Il collegio di Caserta era uno dei 47 collegi uninominali in cui era suddivisa la Campania e, come previsto dal D.Lgs. del 20 dicembre 1993 n. 536, era interamente compreso nella provincia di Caserta e comprendeva i seguenti comuni: Casagiove, Caserta, Castel Morrone, Recale e San Nicola la Strada.

## Eletti
| Elezione | Elezione | Deputato               | Partito                  |
| -------- | -------- | ---------------------- | ------------------------ |
|          | 1994     | Sergio Tanzarella      | Progressisti (CS)        |
|          | 1996     | Nicolò Antonio Cuscunà | Polo per le Libertà (AN) |
|          | 2001     | Sandro De Franciscis   | L'Ulivo (PPI)            |

## Dati elettorali

### XII legislatura

#### Risultati proporzionale
| Coalizioni        | Coalizioni                  | Liste                       | Liste                              | Voti   | %     |
| ----------------- | --------------------------- | --------------------------- | ---------------------------------- | ------ | ----- |
|                   | Progressisti                |                             | Partito Democratico della Sinistra | 11.078 | 15,53 |
|                   | Progressisti                | Federazione dei Verdi       | 5.707                              | 8,00   |       |
|                   | Progressisti                | Rifondazione Comunista      | 4.278                              | 6,00   |       |
|                   | Progressisti                | Alleanza Democratica        | 1.111                              | 1,56   |       |
|                   | Progressisti                | Partito Socialista Italiano | 983                                | 1,38   |       |
| Totale coalizione | Totale coalizione           | 23.157                      | 32,47                              |        |       |
|                   | Forza Italia                | Forza Italia                | Forza Italia                       | 16.342 | 22,90 |
|                   | Alleanza Nazionale          | Alleanza Nazionale          | Alleanza Nazionale                 | 16.035 | 22,47 |
|                   | Patto per l'Italia          |                             | Patto Segni                        | 5.699  | 7,99  |
|                   | Patto per l'Italia          | Partito Popolare Italiano   | 4.998                              | 7,00   |       |
| Totale coalizione | Totale coalizione           | 10.697                      | 14,99                              |        |       |
|                   | Lista Pannella              | Lista Pannella              | Lista Pannella                     | 3.312  | 4,64  |
|                   | Unità Popolare              | Unità Popolare              | Unità Popolare                     | 902    | 1,26  |
|                   | Socialdemocrazia            | Socialdemocrazia            | Socialdemocrazia                   | 357    | 0,50  |
|                   | Alleanza Meridionale        | Alleanza Meridionale        | Alleanza Meridionale               | 274    | 0,38  |
|                   | Unione Democratica Italiana | Unione Democratica Italiana | Unione Democratica Italiana        | 167    | 0,23  |
|                   | Riformisti Irpini           | Riformisti Irpini           | Riformisti Irpini                  | 107    | 0,15  |
| Totale            | Totale                      | Totale                      | Totale                             | 71.350 |       |

#### Risultati uninominale
|                               | Sergio Tanzarella ✔️ Eletto | Progressisti         | 25 001 | 34,31 |  |  |  |  |  |
|                               | Nicolò Antonio Cuscunà      | Alleanza Nazionale   | 17 863 | 24,51 |  |  |  |  |  |
|                               | Raffaele Sapienza           | FI - CCD - UDC - PLD | 16 891 | 23,18 |  |  |  |  |  |
|                               | Riccardo Ventre             | Patto per l'Italia   | 13 120 | 18,00 |  |  |  |  |  |
| Totale                        | Totale                      | Totale               | 72 875 | 100   |  |  |  |  |  |
|                               |                             |                      |        |       |  |  |  |  |  |
| Fonte: Ministero dell'interno |                             |                      |        |       |  |  |  |  |  |

### XIII legislatura

#### Risultati proporzionale
| Coalizioni        | Coalizioni                         | Liste                                     | Liste                              | Voti   | %     |
| ----------------- | ---------------------------------- | ----------------------------------------- | ---------------------------------- | ------ | ----- |
|                   | Polo per le Libertà                |                                           | Forza Italia                       | 17.565 | 24,10 |
|                   | Polo per le Libertà                | Alleanza Nazionale                        | 16.195                             | 22,22  |       |
|                   | Polo per le Libertà                | CCD-CDU                                   | 5.308                              | 7,28   |       |
| Totale coalizione | Totale coalizione                  | 39.068                                    | 53,60                              |        |       |
|                   | L'Ulivo                            |                                           | Partito Democratico della Sinistra | 11.238 | 15,42 |
|                   | L'Ulivo                            | Popolari per Prodi (PPI-SVP-PRI-UD-Prodi) | 4.364                              | 5,99   |       |
|                   | L'Ulivo                            | Federazione dei Verdi                     | 4.006                              | 5,50   |       |
|                   | L'Ulivo                            | Rinnovamento Italiano                     | 3.597                              | 4,94   |       |
| Totale coalizione | Totale coalizione                  | 23.205                                    | 31,85                              |        |       |
|                   | Progressisti                       |                                           | Rifondazione Comunista             | 6.919  | 9,49  |
|                   | Lista Pannella - Sgarbi            | Lista Pannella - Sgarbi                   | Lista Pannella - Sgarbi            | 1.675  | 2,30  |
|                   | Movimento Sociale Fiamma Tricolore | Movimento Sociale Fiamma Tricolore        | Movimento Sociale Fiamma Tricolore | 1.251  | 1,72  |
|                   | Movimento Rinascita Italiana       | Movimento Rinascita Italiana              | Movimento Rinascita Italiana       | 339    | 0,47  |
|                   | Partito Socialista                 | Partito Socialista                        | Partito Socialista                 | 304    | 0,42  |
|                   | Sviluppo - Legalità                | Sviluppo - Legalità                       | Sviluppo - Legalità                | 109    | 0,15  |
| Totale            | Totale                             | Totale                                    | Totale                             | 72.870 |       |

#### Risultati uninominale
|                               | Nicolò Antonio Cuscunà ✔️ Eletto | Polo per le Libertà          | 37 351 | 50,74 |  |  |  |  |  |
|                               | Sergio Tanzarella                | L'Ulivo                      | 31 854 | 43,27 |  |  |  |  |  |
|                               | Gerlando Lo Presti               | Fiamma Tricolore             | 2 904  | 3,94  |  |  |  |  |  |
|                               | Italo Perna                      | Movimento Rinascita Italiana | 1 507  | 2,05  |  |  |  |  |  |
| Totale                        | Totale                           | Totale                       | 73 616 | 100   |  |  |  |  |  |
|                               |                                  |                              |        |       |  |  |  |  |  |
| Fonte: Ministero dell'interno |                                  |                              |        |       |  |  |  |  |  |

### XIV legislatura

#### Risultati proporzionale
| Coalizioni        | Coalizioni              | Liste                   | Liste                                 | Voti   | %     |
| ----------------- | ----------------------- | ----------------------- | ------------------------------------- | ------ | ----- |
|                   | Casa delle Libertà      |                         | Forza Italia                          | 22.894 | 30,57 |
|                   | Casa delle Libertà      | Alleanza Nazionale      | 11.258                                | 15,03  |       |
|                   | Casa delle Libertà      | CCD-CDU                 | 1.909                                 | 2,55   |       |
|                   | Casa delle Libertà      | Nuovo PSI               | 329                                   | 0,44   |       |
| Totale coalizione | Totale coalizione       | 36.390                  | 48,59                                 |        |       |
|                   | L'Ulivo                 |                         | La Margherita (Dem - PPI - RI- UDEUR) | 9.513  | 12,70 |
|                   | L'Ulivo                 | Democratici di Sinistra | 9.308                                 | 12,43  |       |
|                   | L'Ulivo                 | Il Girasole (FdV - SDI) | 1.949                                 | 2,60   |       |
|                   | L'Ulivo                 | Comunisti Italiani      | 1.280                                 | 1,71   |       |
| Totale coalizione | Totale coalizione       | 22.050                  | 29,44                                 |        |       |
|                   | Democrazia Europea      | Democrazia Europea      | Democrazia Europea                    | 5.534  | 7,39  |
|                   | Rifondazione Comunista  | Rifondazione Comunista  | Rifondazione Comunista                | 3.733  | 4,98  |
|                   | Lista Di Pietro         | Lista Di Pietro         | Lista Di Pietro                       | 3.586  | 4,79  |
|                   | Lista Pannella - Bonino | Lista Pannella - Bonino | Lista Pannella - Bonino               | 1.868  | 2,49  |
|                   | Fiamma Tricolore        | Fiamma Tricolore        | Fiamma Tricolore                      | 924    | 1,23  |
|                   | Movimento delle Libertà | Movimento delle Libertà | Movimento delle Libertà               | 273    | 0,36  |
|                   | Liberi e Forti          | Liberi e Forti          | Liberi e Forti                        | 218    | 0,29  |
|                   | Paese Nuovo             | Paese Nuovo             | Paese Nuovo                           | 171    | 0,23  |
|                   | Socialisti Autonomisti  | Socialisti Autonomisti  | Socialisti Autonomisti                | 82     | 0,11  |
|                   | Abolizione scorporo     | Abolizione scorporo     | Abolizione scorporo                   | 57     | 0,08  |
| Totale            | Totale                  | Totale                  | Totale                                | 74.886 |       |

#### Risultati uninominale
|                               | Alessandro De Franciscis ✔️ Eletto | L'Ulivo            | 34 644 | 44,52 |  |  |  |  |  |
|                               | Nicolò Antonio Cuscunà             | Casa delle Libertà | 30 666 | 39,41 |  |  |  |  |  |
|                               | Antonio Acconcia                   | Democrazia Europea | 6 568  | 8,44  |  |  |  |  |  |
|                               | Giuseppe Cirillo                   | Lista Emma Bonino  | 2 437  | 3,13  |  |  |  |  |  |
|                               | Antonio Malorni                    | Lista Di Pietro    | 2 241  | 2,88  |  |  |  |  |  |
|                               | Maddalena Tartaglione              | Fiamma Tricolore   | 1 256  | 1,61  |  |  |  |  |  |
| Totale                        | Totale                             | Totale             | 77 812 | 100   |  |  |  |  |  |
|                               |                                    |                    |        |       |  |  |  |  |  |
| Fonte: Ministero dell'interno |                                    |                    |        |       |  |  |  |  |  |